# Magnolioideae
De onderfamilie Magnolioideae is een van de twee onderfamilies in de familie Magnoliaceae (Liriodendroideae is de andere). De onderfamilie omvat ongeveer 300 soorten die, afhankelijk van de taxonomische opvatting, samen één geslacht Magnolia vormen, of verdeeld zijn over de volgende vijftien geslachten: Magnolia, Lirianthe, Talauma, Dugandiodendron, Manglietia, Kmeria, Houpoëa, Oyama, Yulania, Michelia, Elmerrillia, Alcimandra, Aromadendron, Parakmeria en Pachylarnax. Het aantal te onderscheiden geslachten is niet tot vijftien beperkt. Ook elk van de volgende taxa kan nog als apart geslacht worden opgevat: Paramanglietia, Sinomanglietia, Woonyoungia, Tulipastrum, Paramichelia, Tsoongiodendron, Liriopsis, Micheliopsis en Manglietiastrum.
De soorten in de onderfamilie Magnolioideae kenmerken zich door de bouw van de bloemen, die bestaan uit een bloemas waarop van onder naar boven spiraalsgewijs eerst een krans van ongedifferentieerde bloemdekbladeren is ingeplant, met daar boven vervolgens een groot aantal meeldraden en tot slot vruchtbeginsels. De bladeren zijn ongedeeld en gaafrandig, meestal ovaal, langwerpig ovaal of spatelvormig, bijna altijd uitlopend in een korte bladspits.

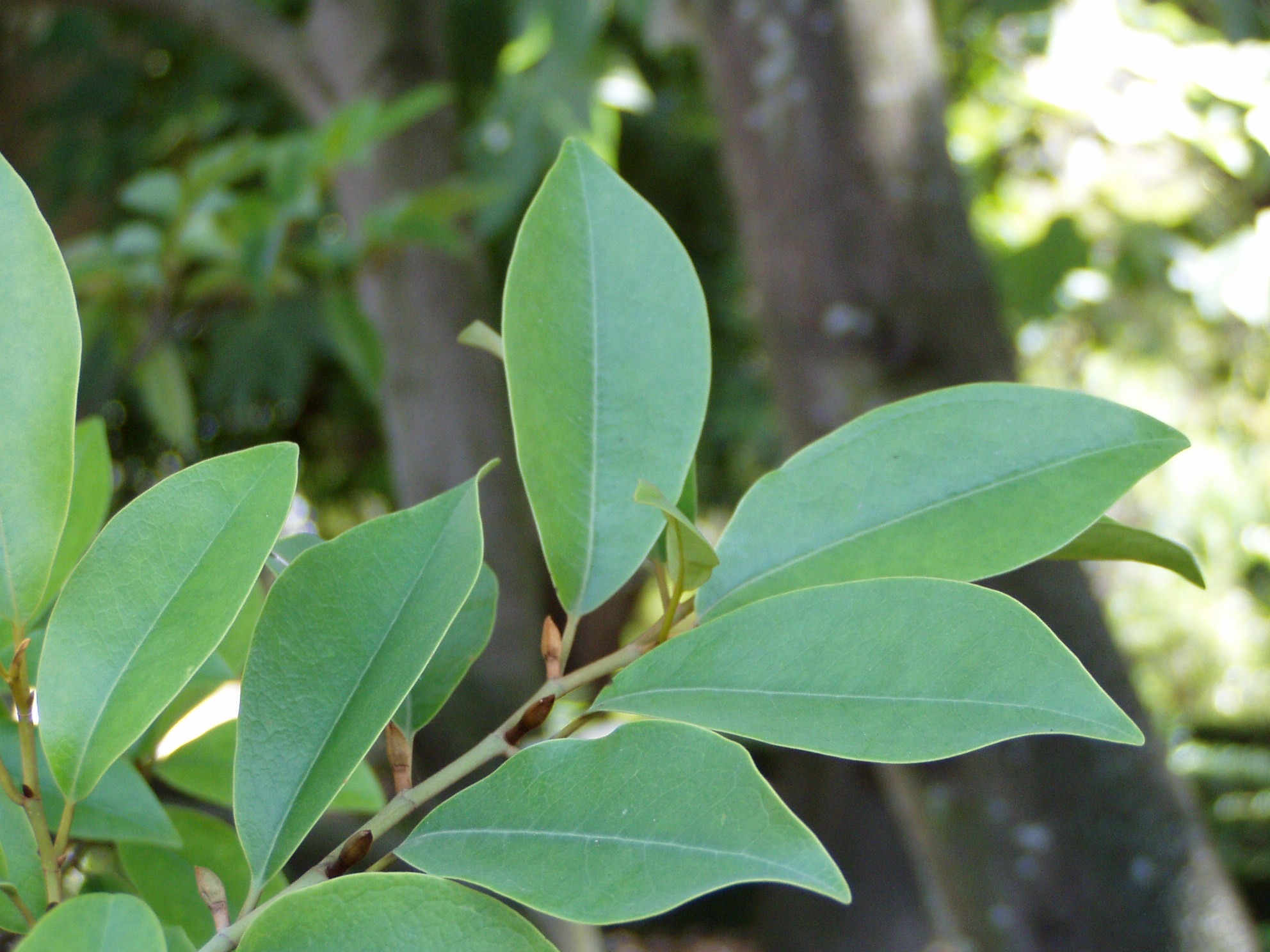
Ongedeeld, gaafrandig blad van Magnolia (Michelia) compressa, kenmerkend voor de soorten van deze onderfamilie
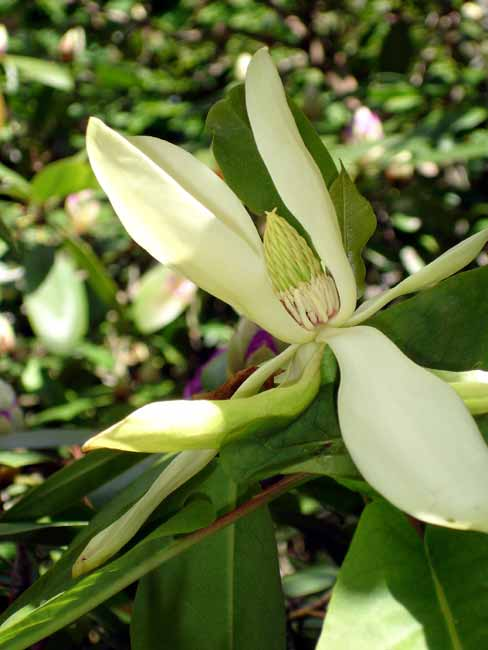
Ongedifferentieerde bloemdekbladeren met daarboven meeldraden en tot slot vruchtbeginsels in een bloem van Magnolia fraseri.

Voor een overzicht van de taxonomische indeling van de onderfamilie, een bespreking van de verschillende opvattingen over de indeling van de onderfamilie en referenties naar publicaties daarover, zie Magnolia.